# College of Matrons

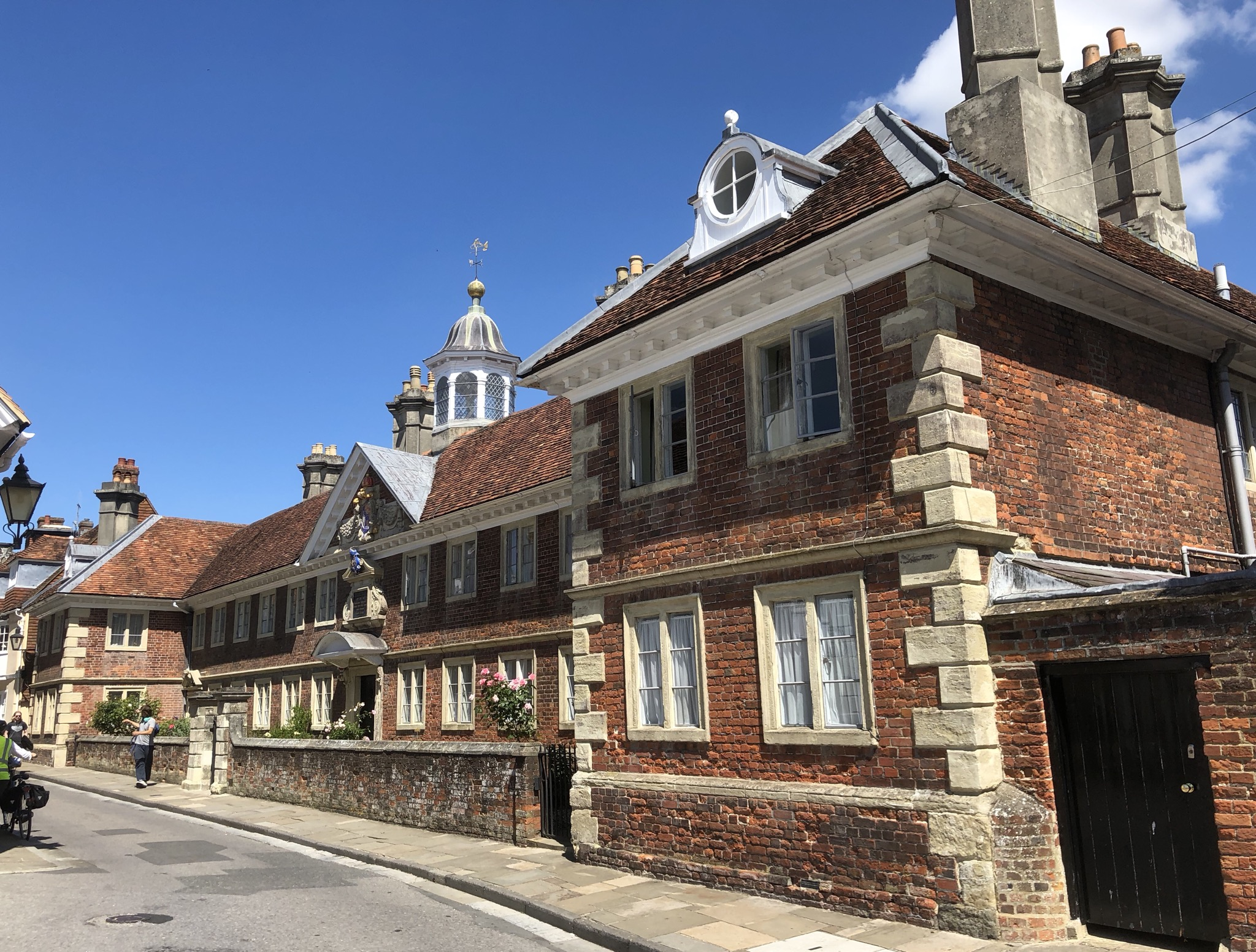
Matrons' College, 2019

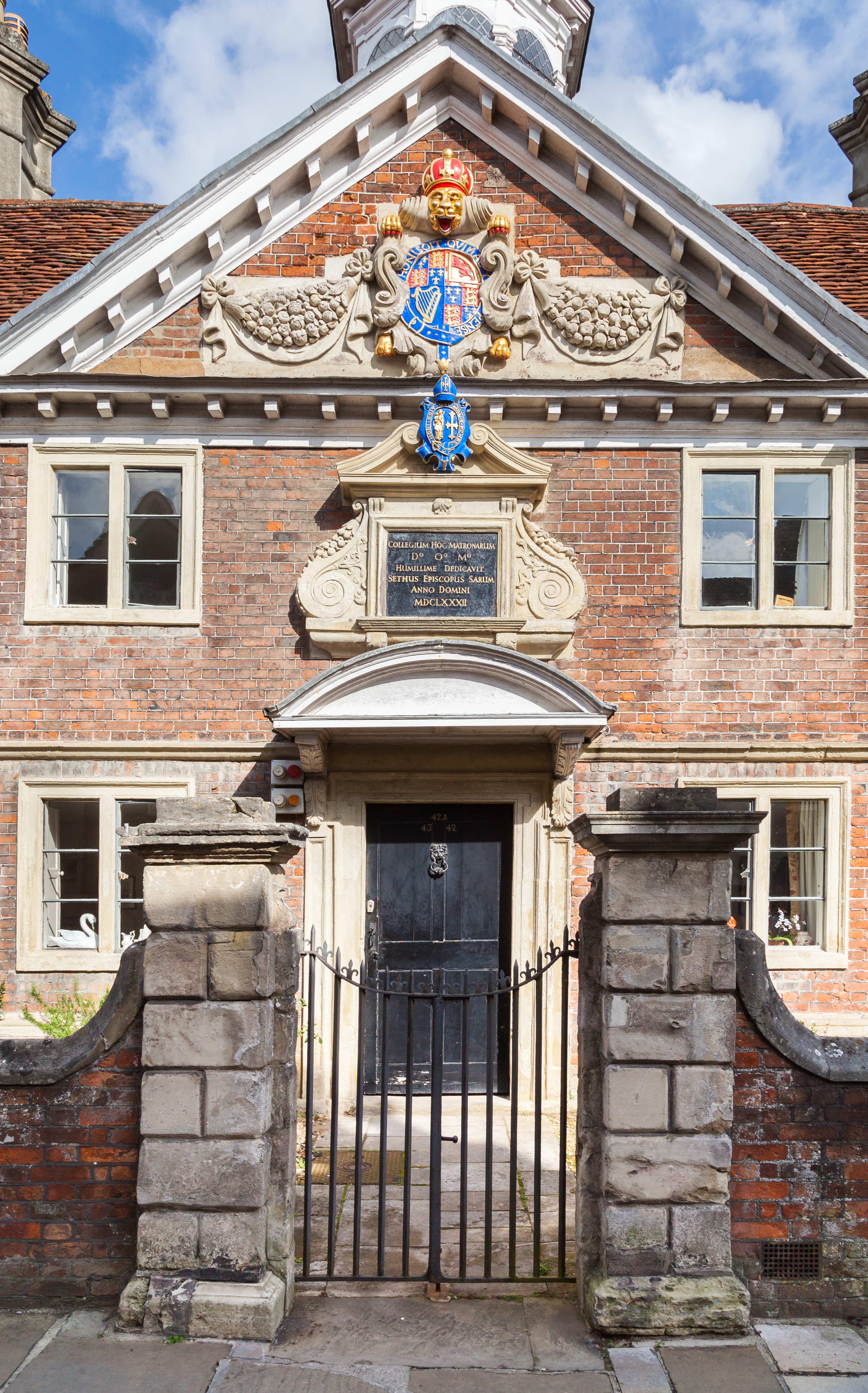
Eingangsbereich, 2014

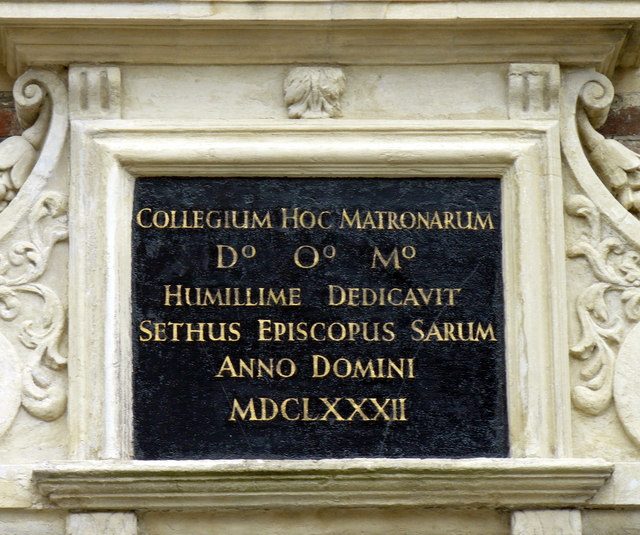
Inschrift oberhalb der Eingangstür, 2008

Das College of Matrons ist eine wohltätige Organisation und ein denkmalgeschütztes Gebäude in Salisbury in England. Es ist als Bauwerk von außerordentlicher Bedeutung in die höchste Kategorie, Grad I, in die englische Denkmalliste eingetragen.

## Lage
Es befindet sich nördlich der Kathedrale von Salisbury im Kathedralbezirk Close, am südlichen Ende der High Street, auf deren Ostseite.

## Geschichte
Das College wurde 1682 vom Bischof Seth Ward gegründet. Die Gründungsurkunde datiert vom 13. Februar 1683.
Im Haus wurden zehn Witwen von Geistlichen untergebracht. Um die Finanzierung der Einrichtung und den Unterhalt der Witwen zu sichern übereignete Bischof Ward dem College einigen Grundbesitz in den Gemeinden Alderbury und West Grimstead, darunter die Whaddon Farm. Die wöchentliche Rente der Witwen belief sich zunächst auf sechs Schilling. In späterer Zeit stieg sie auf 15 Schilling je Woche, 40 Pfund pro Jahr (1833) bzw. 60 Pfund pro Jahr (1869).
Bedingung für den Eintritt in das College war ein Mindestalter von 50 Jahren und ein Jahreseinkommen von weniger als 10 Pfund. Die Einkommensgrenze wurde später angehoben und lag 1833 bei 20 Pfund und 1869 bei 50 Pfund. Darüber hinaus sollten die Frauen aus der Diözese Salisbury stammen. Im Fall freier Plätze waren auch Frauen aus der Diözese Exeter zugelassen. Die Auswahl der Bewohnerinnen lag zunächst bei Bischof Ward und ging nach seinem Tod auf den Dekan über. Ab 1869 durfte das College auch unverheiratete Töchter von Geistlichen aufnehmen.
Für die Bewohnerinnen bestand die Verpflichtung täglich zwei Gottesdienste in der Kathedrale zu besuchen. Insgesamt durften sie nicht mehr als einen Monat im Jahr der Kathedrale fernbleiben.
Im Jahr 1869 wurde die reguläre Anzahl der Bewohnerinnen auf acht abgesenkt, wobei weiterhin auch eine Erhöhung auf zehn möglich blieb. 1907 lebten acht Frauen im College, die zumeist auch über eigene Einnahmen verfügten und Dienstpersonal beschäftigten. In den 1930 und 1940er Jahren gab es Überlegungen die Einkommensgrenze anzuheben. Es blieb jedoch bei der 50 Pfundgrenze, da es ausreichend Bewerberinnen mit diesem Einkommensbereich gab. Erst 1955 erfolgte dann eine Anhebung auf 200 Pfund. 1958 lebten neun Frauen im Haus.
2013 wurden die Bedingungen grundlegend geändert. Seitdem können Frauen ab 55 Jahren aus der Region Salisbury das College nutzen, wobei Witwen und unverheiratete Töchter von Geistlichen bevorzugt werden.

### Zustiftungen
Im Laufe der Zeit kam es wiederholt zu Zustiftungen. 1693 stellte Robert King dauerhafte Mieteinnahmen zur Verfügung. So 1796 durch William Benson Earle 2000 Guinee, 1865 durch Thomas Henry Allen Poynder 1000 Guinee, 1929 durch Henry Nevill 1000 Pfund und 1953 durch Mary Fletcher 1500 Pfund. Herbert Hardling hatte 1929 Immobilien in Salisbury gestiftet, die 1945 für 1000 Pfund verkauft wurden. Einnahmen wurden auch aus Immobilien in Berkshire, Cambridgeshire, London, Middlesex und Sussex bezogen. So beliefen sich die entsprechenden Einnahmen im Jahr 1883 auf 28 Pfund, gingen dann jedoch zurück, so dass 1958 nur noch 13 Pfund erlöst worden.

## Architektur
Es gibt Vermutungen, wonach das 1685 gebaute Gebäude auf einem Entwurf von Christopher Wren beruht. Der zweigeschossige Backsteinbau wurde als dreiflügelige Anlage errichtet. Der Mittelflügel steht in Nord-Süd-Richtung traufständig zur Straße. Nördlich und südlich ragen giebelständige Flügel etwas über die Flucht des Mittelflügels nach Westen hinaus. Der Bau ruht auf einem etwas vorspringenden Sockel. Das Gesims kragt deutlich vor.
Der überdachte Hauptzugang befindet sich mittig im Mittelflügel und wird von einem Dreiecksgiebel überspannt, an dem sich das Wappen des Vereinigten Königreichs aus der Stuartzeit befindet. Es ist links und rechts mit Fruchtdarstellungen verziert. Auf dem Dach des Mittelflügels befindet sich mittig eine achteckige verglaste Dachlaterne, die ihrerseits von einer goldenen Kugel bekrönt wird. Die Fensterlaibungen sind aus farblich abgesetzten Steinen gesetzt, an den Gebäudekanten bestehen Eckquaderungen. Die Schornsteine des Hauses sind diagonal angeordnet und in Gruppen zusammengefasst.
Das Gebäude umfasste ursprünglich 42 Räume, wobei acht der Frauen jeweils vier Räume und zwei Frauen jeweils fünf Räume bewohnten. Für 1833 ist bekannt, dass den Frauen jeweils zwei Räume zur Verfügung standen. Im Jahr 1907 verfügte jede der Frauen über ein Wohnzimmer, eine Küche, eine Spülküche und eine Speisekammer im Erdgeschoss sowie über zwei Schlafräume darüber im Obergeschoss. Heute (Stand 2020) umfasst das Anwesen 15 Seniorenwohnungen.
1870 erfolgte für mehr als 2000 Pfund eine Erweiterung und Erneuerung des Gebäudes. Weitere größere Reparaturen erfolgten 1949 für 400 Pfund und 1951 für etwa 1000 Pfund. Seit dem 28. Februar 1952 wird das Haus als Baudenkmal geführt. 1980 erfolgte eine weitere Renovierung.
Östlich des Hauses liegt ein Garten mit kleineren roten Backsteingebäuden. Die Grundstückseinfriedung besteht aus einer historischen Steinmauer mit drei Eisentoren.